# Liste der Monuments historiques in Faux-Fresnay
Die Liste der Monuments historiques in Faux-Fresnay führt die Monuments historiques in der französischen Gemeinde Faux-Fresnay auf.

## Liste der Objekte
| Bezeichnung        | Beschreibung                                     | Standort                                        | Kennzeichnung | Schutzstatus | Datum | Bild |
| ------------------ | ------------------------------------------------ | ----------------------------------------------- | ------------- | ------------ | ----- | ---- |
| Beichtstuhl        | Holz, 18. Jahrhundert                            | Faux, in der Kirche St-Pierre-et-St-Paul (Lage) | PM51002408    | Inscrit      | 1976  |      |
| Linker Seitenaltar | Altartisch und Tabernakel; Holz, 18. Jahrhundert | Faux, in der Kirche St-Pierre-et-St-Paul (Lage) | PM51002407    | Inscrit      | 1976  |      |
| Taufbecken         | Stein, 17. Jahrhundert                           | Faux, in der Kirche St-Pierre-et-St-Paul (Lage) | PM51002406    | Inscrit      | 1976  |      |